# Projecció cònica simple

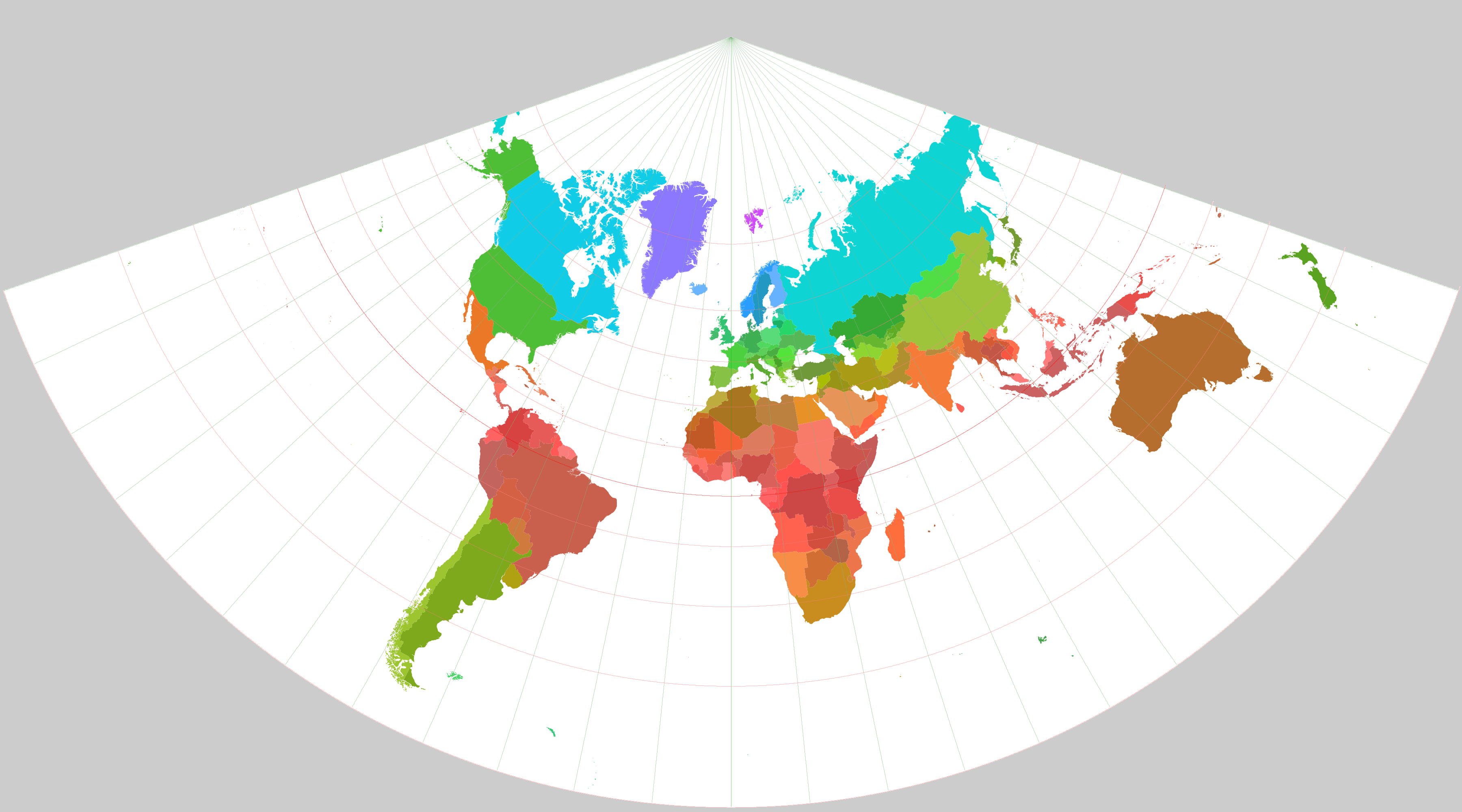
Projecció cònica simple amb un paral·lel de referència

La projecció cònica simple s'obté projectant els elements de la superfície esfèrica terrestre sobre una superfície cònica tangent o secant, prenent el vèrtex en l'eix que uneix els dos pols.
La projecció cònica simple pot tenir un o dos paral·lels de referència, segons la superfície cònica sigui tangent o secant a l'esfera.

## Amb un paral·lel de referència
La malla de meridians i paral·lels es dibuixa projectant sobre el con suposant un focus de llum que es troba en el centre del globus. El con és una figura geomètrica que es desenvolupa fàcilment en un pla.
El resultat és un mapa semicircular en què els meridians són línies rectes disposades radialment i els paral·lels arcs de cercles concèntrics. L'escala augmenta a mesura que ens allunyem del paral·lel de contacte entre el con i l'esfera.

## Amb dos paral·lels de referència
El con secant talla el globus. A mesura que ens allunyem d'ells l'escala augmenta però en la regió compresa entre els dos paral·lels l'escala disminueix.
Això és una representació de la terra que mostra que la dispcicion dels paral·lels és que pot tenir un o dos de diferència